# Bly(II)sulfid
Bly(II)sulfid är en förening av bly och svavel med formeln PbS. Den förekommer naturligt i mineralet blyglans.

## Reaktioner
Blysulfid bildas när svavelväte eller sulfidjoner reagerar med blyjoner i en lösning.
{\displaystyle {\rm {Pb^{2+}(aq)+H_{2}S(g)\rightarrow PbS(s)+2\ H^{+}(ag)}}}
Reaktionen fäller ut blysulfid i fast form vilket ofta ger lösningen en dramatisk färgskiftning från färglöst till svart. Detta gör att blyacetat kan användas som indikator på svavelväte och svaveljoner.

## Användning
Blysulfid i form av mineralet blyglans används för att utvinna bly i två steg, oxidation och reduktion.
1. {\displaystyle {\rm {2\ PbS+3\ O_{2}\rightarrow 2\ PbO+2\ SO_{2}}}}
2. {\displaystyle {\rm {PbO+CO\rightarrow Pb+CO_{2}}}}

Blysulfid är ett av de första materialen som användes som halvledare och är fortfarande vanligt i infraröda detektorer. Vid rumstemperatur är PbS bara känsligt för korta våglängder mellan 1 och 2,5 μm, endast mycket varma föremål strålar med de våglängderna. Om sensorelementet kyls ner till -200 °C förskjuts spektrumet till mellan 2 och 4 μm. Blysulfid var vanligt i tidiga robotvapen med infraröd målsökare, men det har efter hand fasats ut till förmån för indium-antimon (InSb) och andra effektivare halvledare.
Blysulfid har tidigare använts som svart pigment, men de hälsovådliga effekterna av bly har gjort att bruket har minskat.